# Aldani járás
Az Aldani járás (oroszul Алданский район, jakut nyelven Алдан улууһа) Oroszország egyik járása Jakutföldön. Székhelye Aldan.

## Népesség
- 2002-ben 49 346 lakosa volt, melyből 38 868 orosz (78,77%), 2712 ukrán (5,5%), 2028 evenk (4,11%), 1905 jakut (3,86%), 635 tatár, a többi más nemzetiségű.
- 2010-ben 42 632 lakosa volt, melyből 33 656 orosz, 2073 evenk, 1576 jakut, 1535 ukrán, 476 tatár, 271 even, 269 örmény, 208 üzbég, 183 fehérorosz, 172 tadzsik, 165 baskír, 158 kirgiz, 154 moldáv, 130 német, 106 azeri stb.